# Terčovka bublinatá
Terčovka bublinatá (Hypogymnia physodes, syn. Parmelia physodes) je lišejník z čeledi terčovkovité, které patří do vřeckovýtrusných hub. Je to jeden z nejčastějších lišejníků v Česku. Stélka je několik cm velká, lupenitá, šedavá s odstíny zelené a hnědé. Plodničky houby se vytvářejí jen výjimečně. Zajímavostí je, že obsahuje olivetol (až 2,6%), ten lze získat extrakcí ethanolem nebo étherem.

## Charakteristika
Zatímco na svrchní straně je terčovka bublinatá zelenavá, na spodní je černá. Nemá však rhiziny - příchytné kořínky. Na okrajích tvoří rtovité sorály, místa, kde vznikají malé soredie sloužící k vegetativnímu rozmnožování.

## Výskyt
Tato terčovka roste hojně od nížin do podhůří, na vhodných místech tvoří poměrně velké nárůsty na kmenech i na větvích stromů. Můžeme ji najít celoročně. V oblibě má zejména kyselou borku dřevin, ale někdy se vyskytuje i na mrtvém dřevě, vzácně pak na horninách.
Její hojnost je dána faktem, že je velmi toxikotolerantní (snáší poměrně velké imise), ve velmi postižených oblastech se však nevyskytuje - proto slouží i jako bioindikátor.